# Catasticta philais
Catasticta philais är en fjärilsart som först beskrevs av Felder 1865.  Catasticta philais ingår i släktet Catasticta och familjen vitfjärilar.
Artens utbredningsområde är Colombia. Inga underarter finns listade i Catalogue of Life.